# Damernas 400 meter frisim vid världsmästerskapen i kortbanesimning 2024
Damernas 400 meter frisim vid världsmästerskapen i kortbanesimning 2024 avgjordes den 10 december 2024 i Donau Arena i Budapest i Ungern.
Guldet togs av kanadensiska Summer McIntosh efter ett lopp på 3 minuter och 50,25 sekunder, vilket blev ett nytt världsrekord. Silvret togs av australiska Lani Pallister och bronset togs av kanadensiska Mary-Sophie Harvey.

## Rekord
Inför tävlingens start fanns följande världs- och mästerskapsrekord:
|                   | Namn           | Nation     | Tid     | Ort            | Datum            |
| ----------------- | -------------- | ---------- | ------- | -------------- | ---------------- |
| Världsrekord      | Li Bingjie     | Kina       | 3.51,30 | Peking, Kina   | 27 oktober 2022  |
| Mästerskapsrekord | Ariarne Titmus | Australien | 3.53,92 | Hangzhou, Kina | 14 december 2018 |

Följande nya rekord noterades under mästerskapet:
| Datum       | Omgång | Namn            | Nationalitet | Tid     | Rekord |
| ----------- | ------ | --------------- | ------------ | ------- | ------ |
| 10 december | Final  | Summer McIntosh | Kanada       | 3.50,25 | 0VR0   |

## Resultat

### Försöksheat
Försöksheaten startade klockan 09:02.
| Placering | Heat | Bana | Namn                  | Nationalitet            | Tid     | Noteringar |
| --------- | ---- | ---- | --------------------- | ----------------------- | ------- | ---------- |
| 1         | 5    | 5    | Summer McIntosh       | Kanada                  | 3.57,55 | 0Q0        |
| 2         | 5    | 4    | Lani Pallister        | Australien              | 3.57,97 | 0Q0        |
| 3         | 5    | 6    | Claire Weinstein      | USA                     | 3.58,58 | 0Q0        |
| 4         | 5    | 2    | Paige Madden          | USA                     | 3.58,83 | 0Q0        |
| 5         | 5    | 7    | Isabel Gose           | Tyskland                | 3.59,87 | 0Q0        |
| 6         | 4    | 4    | Mary-Sophie Harvey    | Kanada                  | 4.00,04 | 0Q0        |
| 7         | 4    | 6    | Leah Neale            | Australien              | 4.01,99 | 0Q0        |
| 8         | 4    | 2    | Sofia Diakova         | Neutral Athletes B      | 4.02,03 | 0Q0        |
| 9         | 4    | 5    | Maria Fernanda Costa  | Brasilien               | 4.02,52 |            |
| 10        | 4    | 3    | Miyu Namba            | Japan                   | 4.02,75 |            |
| 11        | 4    | 1    | Ajna Késely           | Ungern                  | 4.03,14 |            |
| 12        | 4    | 7    | Helena Rosendahl Bach | Danmark                 | 4.03,63 |            |
| 13        | 5    | 3    | Simona Quadarella     | Italien                 | 4.04,08 |            |
| 14        | 3    | 1    | Gan Ching Hwee        | Singapore               | 4.04,17 |            |
| 15        | 5    | 1    | Kong Yaqi             | Kina                    | 4.05,19 |            |
| 16        | 4    | 9    | Eve Thomas            | Nya Zeeland             | 4.06,27 |            |
| 17        | 3    | 3    | Boglárka Kapás        | Ungern                  | 4.06,58 |            |
| 18        | 3    | 4    | Letícia Romão         | Brasilien               | 4.08,15 |            |
| 19        | 4    | 0    | Liang Xiaolan         | Kina                    | 4.08,46 |            |
| 20        | 5    | 9    | Amelie Blocksidge     | Storbritannien          | 4.08,96 |            |
| 21        | 5    | 8    | Francisca Martins     | Portugal                | 4.09,39 |            |
| 22        | 5    | 0    | Deniz Ertan           | Turkiet                 | 4.10,25 |            |
| 23        | 3    | 7    | Iman Avdić            | Bosnien och Hercegovina | 4.10,83 |            |
| 24        | 3    | 2    | Tiffany Murillo       | Colombia                | 4.11,00 |            |
| 25        | 4    | 8    | Wiktoria Guść         | Polen                   | 4.11,06 |            |
| 26        | 3    | 6    | Delfina Dini          | Argentina               | 4.11,43 |            |
| 27        | 3    | 9    | María Yegres          | Venezuela               | 4.12,34 |            |
| 28        | 3    | 8    | Hannah Robertson      | Sydafrika               | 4.12,77 |            |
| 29        | 2    | 6    | Kyra Rabess           | Caymanöarna             | 4.14,77 |            |
| 30        | 2    | 4    | Laura Benková         | Slovakien               | 4.15,03 |            |
| 31        | 3    | 0    | Vala Dís Cicero       | Island                  | 4.16,11 |            |
| 32        | 2    | 5    | Gilaine Ma            | Hongkong                | 4.16,71 |            |
| 33        | 3    | 5    | Han Da-kyung          | Sydkorea                | 4.20,03 |            |
| 34        | 2    | 2    | Sara Jankovikj        | Nordmakedonien          | 4.22,11 |            |
| 35        | 2    | 7    | Karin Belbeisi        | Jordanien               | 4.24,70 |            |
| 36        | 2    | 8    | Jehanara Nabi         | Pakistan                | 4.26,85 |            |
| 37        | 2    | 1    | Michell Ramírez       | Honduras                | 4.29,31 |            |
| 38        | 2    | 3    | Keisy Castro          | Costa Rica              | 4.29,83 |            |
| 39        | 1    | 4    | Hashika Ramachandra   | Indien                  | 4.30,30 |            |
| 40        | 1    | 5    | Riga Shala            | Kosovo                  | 4.44,01 |            |
| 41        | 1    | 3    | Adaya Sian Bourne     | Sint Maarten            | 5.08,74 |            |

### Final
Finalen startade klockan 17:32.
| Placering | Bana | Namn               | Nationalitet       | Tid     | Noteringar |
| --------- | ---- | ------------------ | ------------------ | ------- | ---------- |
| 1         | 4    | Summer McIntosh    | Kanada             | 3.50,25 | 0VR0       |
| 2         | 5    | Lani Pallister     | Australien         | 3.53,73 | 0AR0       |
| 3         | 7    | Mary-Sophie Harvey | Kanada             | 3.54,88 |            |
| 4         | 6    | Paige Madden       | USA                | 3.55,12 |            |
| 5         | 3    | Claire Weinstein   | USA                | 3.56,12 |            |
| 6         | 2    | Isabel Gose        | Tyskland           | 3.56,84 |            |
| 7         | 1    | Leah Neale         | Australien         | 4.01,45 |            |
| 8         | 8    | Sofia Diakova      | Neutral Athletes B | 4.02,27 |            |